# Vugar Orudžev
Vugar Nariman ogly Orudžev (in russo Вугар Нариманович оглы Оруджев?; Baku, 26 ottobre 1971) è un ex lottatore bielorusso naturalizzato russo, fino al 1991 sovietico, specializzato nella lotta libera.

## Palmarès

### Olimpiadi
- 1 medaglia:
  - 1 bronzo (Barcellona 1992 nei 48 kg[1])

### Mondiali
- 3 medaglie:
  - 2 ori (Varna 1991 nei 48 kg[2]; Atlanta 1995 nei 48 kg[3])
  - 1 argento (Toronto 1993 nei 48 kg[4])

### Europei
- 4 medaglie:
  - 1 oro (Friburgo 1995 nei 48 kg[3])
  - 1 argento (Kaposvár 1992 nei 48 kg[5])
  - 2 bronzi (Stoccarda 1991 nei 48 kg[2]; Budapest 1996 nei 48 kg[3])